# Rhoptropus bradfieldi
Rhoptropus bradfieldi là một loài thằn lằn trong họ Gekkonidae. Loài này được mô tả bởi nhà động vật học người Nam Phi gốc Anh John Hewitt, người đã đặt tên cho nó Rhoptropus bradfieldi để vinh danh nhà tự nhiên học và nhà sưu tập Nam Phi R.D. Bradfield.
Đây là loài đặc hữu Namibia.

## Mô tả
Rhoptropus bradfieldi có chiều dài mõm tới đít tối đa khoảng 60 mm (2,4 in), tổng chiều dài khoảng 100 đến 130 mm (4 đến 5 in).